# Nika Babnik
Nika Babnik (17 settembre 1998) è una calciatrice slovena, attaccante della nazionale slovena.

## Carriera

### Club
Babink cresce calcisticamente nelle giovanili del Krim inizialmente nella formazione Under-15 per passare in seguito all'Under-17. Inserita in rosa con la squadra titolare che disputa la Prva ženska slovenska nogometna liga, livello di vertice del campionato sloveno, dalla stagione 2015-2016, viene impiegata fin dalla prima giornata facendo il suo debutto in 1. SŽNL il 23 agosto 2015, nell'incontro perso in trasferta 2-0 con il MB Tabor. Resta legata alla società per altre tre stagioni, diventando un importante elemento del reparto offensivo, ottenendo nel campionato 2018-2019 il primato della miglio marcatrice della squadra con 19 centri su 21 incontri disputati.
Durante il calciomercato estivo 2019 coglie l'occasione per disputare per la prima volta in carriera un campionato all'estero, quello italiano, sottoscrivendo un accordo con il Tavagnacco per giocare in Serie A la stagione entrante

## Statistiche

### Presenze e reti nei club
Aggiornate al 23 maggio 2021.
| Stagione        | Squadra         | Campionato      | Campionato | Campionato | Coppe nazionali | Coppe nazionali | Coppe nazionali | Totale | Totale |
| Stagione        | Squadra         | Comp            | Pres       | Reti       | Comp            | Pres            | Reti            | Pres   | Reti   |
| --------------- | --------------- | --------------- | ---------- | ---------- | --------------- | --------------- | --------------- | ------ | ------ |
| 2015-2016       | Krim            | 1.ŽNL           | 16         | 1          | ŽP              | 1               | 0               | 17     | 1      |
| 2016-2017       | Krim            | 1.ŽNL           | 20         | 5          | ŽP              | 2               | 0               | 22     | 5      |
| 2017-2018       | Krim            | 1.ŽNL           | 17         | 4          | ŽP              | 2               | 0               | 19     | 4      |
| 2018-2019       | Krim            | 1.ŽNL           | 21         | 19         | ŽP              | 3               | 0               | 24     | 19     |
| Totale Krim     | Totale Krim     | Totale Krim     | 74         | 24         |                 | 8               | 0               | 82     | 24     |
| 2019-2020       | Tavagnacco      | A               | 12         | 0          | CI              | 1               | 0               | 13     | 0      |
| gen.-giu. 2021  | San Marino      | A               | 6          | 0          | CI              | 0               | 0               | 6      | 0      |
| Totale carriera | Totale carriera | Totale carriera | 92         | 24         |                 | 9               | 0               | 101    | 24     |